# Благовіщенська сільська рада (Тюльганський район)
Благові́щенська сільська рада (рос. Благовещенский сельский совет) — сільське поселення у складі Тюльганського району Оренбурзької області Росії.
Адміністративний центр — село Благовіщенка.

## Населення
Населення — 446 осіб (2019; 505 в 2010, 684 у 2002).

## Склад
До складу сільської ради входять:
| Населений пункт    | Населення, осіб (2002) | Населення, осіб (2010) |
| ------------------ | ---------------------- | ---------------------- |
| Благовіщенка, село | 587                    | 436                    |
| Болдирьовка, село  | 97                     | 69                     |